# 대니얼 태멋
대니얼 태멋(영어: Daniel Tammet, 1979년 1월 31일 ~ )은 영국의 작가로, 사반트 증후군 천재이다. 천재성에서 나타나는 경이로운 수학적 계산능력에 드문 언어습득능력을 갖추고 있다. 아스퍼거 증후군 외에 육체적으로는 선천성 당화부전과 뇌전증도 있으며 동성애자이기도 하다.

## 수리 능력과 공감각
태멧은 숫자를 색상이나 감각과 결부지어 이해하는 공감각능력을 가지고 있다. 그의 설명에 따르면 1부터 10,000까지의 숫자는 각각의 형태와 감정을 가지고 있으며, 따라서 그는 계산의 결과 도출된 숫자들이 소수인지 합성수인지등을 느낄 수 있다고 한다. 그는 숫자 289의 이미지를 특히 추하다고 표현했고, 333은 매력적인 숫자로, 그리고 파이(원주율)는 아름다운 숫자라고 말했다. 그는 숫자의 이미지를 묘사할뿐아니라 예술작품으로 만들어 시각화하기도 한다. 그는 원주율 암기 유럽기록 보유자인데, 5시간에 걸쳐 22,514 자리의 원주율을 암기하는 능력을 과시하였다.

## 언어 습득 능력
자폐인으로서 드물게 그는 탁월한 언어습득능력을 자랑한다. 모어인 영어를 비롯하여 프랑스어, 핀란드어, 독일어, 에스파냐어, 리투아니아어, 루마니아어, 에스토니아어, 아이슬란드어, 웨일스어 및 에스페란토 등에 능통하다. 그는 특히 모음이 풍부하다는 이유로 에스토니아어를 좋아하는데, 자연언어습득에 그치지 않고, 에스토니아어와 핀란드어와 같은 핀우그르어족의 영향을 받은 맨티(Mänti)라는 인공어도 창조했다.
그는 매우 빠른 시간에 외국어를 습득하는 것으로 알려졌는데, 유럽인에게도 어려운 것으로 알려진 아이슬란드어를 불과 1주일동안 강습받은 후에 아이슬란드 TV에 출연하여 대화를 나누었다. 그에게 아이슬란드어를 가르친 강사는 그를 인간을 넘어선 자(not human)로 표현했다. 그의 이 TV방송분은 2007년 1월에 미국의 뉴스쇼 60분에서 방영되기도 하였다.

## 개인 생활
태멋은 소프트웨어 엔지니어 닐 미첼을 2000년도에 만났다. 그들은 영국 켄트에 살면서 자신의 정원에서 식사를 준비하고, 그들이 기르는 고양이들과 함께 집에서 조용한 생활을 했다. 그와 미첼은 자신이 만든 및 출판 코스 온라인 e- 배움회사 옵티맨을 운영했다.
현재 태멋은 자신의 자서전을 홍보하기 위해 만난 사진 작가 제롬 타벳과 결혼, 남편 제롬과 파리(프랑스)에서 살고 있다.

## 같이 보기
- 킴 픽
- 스티븐 윌트셔